# Premio Nacional de Bibliografía
El Premio Nacional de Bibliografía es un galardón que concede la Biblioteca Nacional de España desde 1995 a «los mejores trabajos en el campo de la bibliografía hispánica en cualquiera de sus aspectos y bajo cualquier objetivo». El jurado se guía para ello por «la importancia y utilidad del tema, la exhaustividad en la recopilación del material, la sistematización de las investigaciones, los criterios de elaboración expuestos por el autor, la metodología empleada y el rigor y la exactitud de las descripciones bibliográficas».

## Galardonados
Las obras que han sido galardonadas desde la instauración del galardón en 1995, con excepción de algunos años en los que el jurado lo declaró desierto:
| Año  | Obra premiada | Galardonado                       | Lugar de publicación     | Editorial                                                         | Referencias |
| ---- | --- | --------------------------------- | ------------------------ | ----------------------------------------------------------------- | ----------- |
| 1995 | Catálogo de los manuscritos de Francisco de Quevedo en la Biblioteca Nacional                                                                                     | Pérez Cuenca, Isabel              | Madrid                   | Ollero y Ramos                                                    | [ 3 ]       |
| 1996 | Manuscritos españoles de la Biblioteca Lázaro Galdiano | Yeves Andrés, Juan Antonio        | Madrid                   | Ollero y Ramos                                                    | [ 3 ]       |
| 1997 | La «Librería Rica» de Felipe II: Estudio histórico y catalogación                                                                                                 | Gonzalo Sánchez-Molero, José Luis | San Lorenzo del Escorial | Instituto Escurialense de Investigaciones Históricas y Artísticas | [ 3 ]       |
| 1998 | Per una bibliografia di Lope de Vega. Opere non dramatice a stampa                                                                                                | Profeti, Maria Grazia             | Kassel                   | Reichenberger                                                     | [ 3 ]       |
| 1999 | Traducciones castellanas de obras latinas e italianas contenidas en manuscritos del siglo XV en las bibliotecas de Madrid y El Escorial                           | Grespi, Giuseppina                | Madrid                   | Biblioteca Nacional de España                                     | [ 3 ]       |
| 2000 | Las alegaciones en derecho (Porcones) de la Biblioteca Nacional. Tocantes a Mayorazgos, Vínculos, Hidalguías, Genealogías y Títulos Nobiliarios                   | García Cubero, Luis               | Madrid                   | Biblioteca Nacional de España                                     | [ 3 ]       |
| 2001 | Desierto | Desierto                          | Desierto                 | Desierto                                                          |             |
| 2002 | Diccionario bibliográfico de la poesía española (siglo XX) | Pariente, Ángel                   | Sevilla                  | Renacimiento                                                      | [ 3 ]       |
| 2003 | Índice de «Los lunes de El Imparcial» (1874-1933) | Alonso Alonso, Cecilio Nicolás    | Madrid                   | Biblioteca Nacional de España                                     | [ 3 ]       |
| 2004 | The «Sanz sueltas». A descriptive analytical catalogue | Gregg, Karl C.                    | —                        | —                                                                 | [ 3 ]       |
| 2005 | El original de imprenta (1472-1684). Estudio histórico y catálogo                                                                                                 | Garza Merino, Sonia               | —                        | —                                                                 | [ 3 ]       |
| 2006 | Las academias literarias en la segunda mitad del siglo XVII. Catálogo descriptivo de los impresos de la Biblioteca Nacional de España                             | Bègue, Alain                      | Madrid                   | Biblioteca Nacional de España                                     | [ 3 ]       |
| 2007 | Desierto | Desierto                          | Desierto                 | Desierto                                                          | [ 3 ]       |
| 2008 | Bibliofilia humanista en tiempos de Felipe II: la biblioteca de Juan Páez de Castro                                                                               | Domingo Malvadi, María Arantzazu  | —                        | —                                                                 | [ 3 ]       |
| 2009 | Catálogo de traducciones anónimas al castellano de los siglos XIV al XVI en bibliotecas de España, Italia y Portugal                                              | Borsari, Elisa                    | Madrid                   | Biblioteca Nacional de España                                     | [ 3 ]       |
| 2010 | Desierto | Desierto                          | Desierto                 | Desierto                                                          | [ 3 ]       |
| 2011 | Libros, lectura y lectores entre España y Francia a finales del siglo XVIII: la correspondencia entre el librero Fournier y Cavanilles                            | Bas Martín, Nicolás               | —                        | —                                                                 | [ 3 ]       |
| 2012 | Historia del fondo manuscrito griego en la Universidad de Salamanca                                                                                               | Martínez Manzano, Teresa          | —                        | —                                                                 | [ 3 ]       |
| 2013 | Tipología del impreso antiguo español | González-Sarasa Hernáez, Silvia   | Madrid                   | Biblioteca Nacional de España                                     | [ 3 ]       |
| 2014 | El legado bibliográfico de Juan Pérez de Guzmán y Boza, duque de T'Serclaes de Tilly: Aportaciones a un catálogo descriptivo de relaciones de sucesos (1501-1625) | Gonzalo García, Rosario Consuelo  | Madrid                   | Arco Libros                                                       | [ 3 ]       |
| 2015 | Desierto | Desierto                          | Desierto                 | Desierto                                                          | [ 3 ]       |
| 2016 | El VII marqués del Carpio y los libros. Origen, contenido y dispersión de sus bibliotecas y localización en los fondos de la BNE                                  | Vidales del Castillo, Felipe      | —                        | —                                                                 | [ 3 ] [ 5 ] |